# 永瓣藤属
永瓣藤属（学名：Monimopetalum）是卫矛科下的一个属，为缠绕状、无刺灌木植物。该属仅有永瓣藤（Monimopetalum chinense）一种，分布于中国安徽、江西。

## 下属物种
本属包括以下物种：
- 永瓣藤 Monimopetalum chinense Rehd.